# Opius infuscatipennis
Opius infuscatipennis är en stekelart som beskrevs av Fischer 1965. Opius infuscatipennis ingår i släktet Opius och familjen bracksteklar. Inga underarter finns listade i Catalogue of Life.